# オルスク
オルスク（ロシア語: Орск, Orsk）は、ロシア連邦のウラル山脈南部、オレンブルク州東部にある都市。2024年4月5日に発生したウラル川ダム決壊による洪水直前の人口は約23万人。

## 地理
オルスクはオレンブルク州で州都オレンブルクに次ぎ二番目に大きな都市である。首都モスクワからは南東へ1,700km。カザフスタンとの国境に近く、アジアとヨーロッパの境界であるウラル川にまたがっており、「二つの大陸に跨った町」とも言われる。この町で南に流れるウラル川と南東から来るオリ川（露: Орь）とが合流し、ウラル川は西に流れの向きを変え、下流で南に転じてカスピ海へ注ぐ。
街の旧市街はウラル川の南岸（左岸、即ちアジア側）にあり、新市街は川の対岸のヨーロッパ側にある。2024年4月の洪水により、ほぼ全域が一時浸水した。

## 歴史
オルスクは1735年8月15日、ロシア帝国がウラル南部の征服を進める過程で建設された。最初は、イヴァン・キリロフによる遠征隊がヤイク川（現在のウラル川）左岸のプレオブラジェンスカヤ山に建てた要塞であった。この要塞はもとは「オレンブルク」と呼ばれ、ウラル川にロシア帝国の国境としての重要性を与えていた。要塞の建設に反発するバシキール人は、バシキールの蜂起 (1735年-1740年)を起こしたが、強力な弾圧が加えられた。1739年、要塞は公式にオルスクと改称された。オルスク要塞にはロシア帝国軍の駐屯地だけでなく商品の交換所や税関などもあり、カザフ人やその他の中央アジアの民族との交易の場所としても重要であった。
オレンブルクが建設され、1835年にはロシアの国境は東のほうへ拡大し、国境の町としての重要性は失われたが中央アジアへの交易の中継地としての役割が残った。ロシア皇帝ニコライ1世夫妻を批判する詩を書いて流刑に処されたウクライナ人の詩人・画家のタラス・シェフチェンコは、1847年6月22日から1848年5月11日までの間、オルスク要塞に住んでいる。
1861年には要塞は廃止されたが、それ以前からコサックの人口が増えており、オレンブルク・コサック軍の拠点が置かれるようになった。1865年には市の地位を得て、この地方の中心都市となった。1870年代になるとオレンブルクまで鉄道が敷設され、オルスク市は急速な成長を始めた。人口の多くは畜牛や穀物の取引、農産物の加工、その他手工業や工芸に従事していた。名産であるオレンブルク・ショールを織るために多くの女性も働いていた。1913年までにオルスクの人口は21,000人を超え、1917年には11のキリスト教聖堂とイスラム教モスク、16の学校が存在していた。
ロシア内戦期の1918年から1919年、オルスクは3ヶ月間におよぶ封鎖に耐えたほか、オルスクは四度も対立勢力の手に渡ることを繰り返した。1930年代にはこの地の豊かな鉱物資源を使って重工業を興すため、ソビエト連邦が大規模な産業投資を行った。第二次世界大戦（大祖国戦争）の時期にはナチス・ドイツ軍が侵入した地域から人々や工場がオルスクへ疎開し、オルスクは大都市へと成長した。

## 産業・交通
オルスクはオレンブルク州でも重要な産業の中心地である。主な産業は冶金、機械、石油化学、食品工業、軽工業などである。主な企業には大規模な冶金工場「Yuzhuralnikel」（南ウラルニッケル工場）、石油化学工場「Orsknefteorgsintez」、「Yuzhuralmashzavod」などがある。周囲では銅、クロム、ニッケルなどの埋蔵量が多い。またポルコフニク山から採掘される碧玉も、色や形の多様さから重宝されている。
オルスクには、オレンブルク-サラトフ間およびエカテリンブルク-チェリャビンスク間の鉄道が通る。南西のカザフスタンの町アクトベ（アクチュビンスク）に向かう高速道路もある。市内にはバスや路面電車（オルスク市電）がある。また小さな空港があり、モスクワやオレンブルクへの便がある。

## 住民

### 民族
人口の約75%がロシア人だが、その他の民族にはウクライナ人（5%）、タタール人（5%）、カザフ人、ヴォルガ・ドイツ人、モルドヴィン人、バシキール人、ベラルーシ人、ユダヤ人などがいる。

## 文化
オルスクには二つの重要な高等教育機関があり、一つは教育学、もう一つは産業に関するものである。また州立劇場、地方史博物館、考古学研究所、児童美術館、児童民俗劇場、市立ブラスバンドなどの組織も活動している。
オルスクは産業都市としての側面が強いが、文化や歴史の面でも見るべきものはある。例えば歴史的建築も多く、ソビエト連邦の崩壊後にはロシア正教会の聖堂が古典的な様式で修復された。1870年から1907年にかけて開発された旧市街はもはやこの町の中心ではないが当時の建築が残っている。現在の中心地はガガーリン広場の周囲に広がり、1940年代から1950年代の建物が多い。新市街の中には新しい劇場や美術館があり、2006年にはローマ・カトリックの教会が新設された。旧市街と新市街はウラル川を渡る橋で繋がり、路面電車が両方を結んでいる。
古代の集落跡や墓所などの考古学遺跡は町の名所である。40か所ほどが発掘調査されており、その調査報告は大きな影響を学界に与えた。例えばクマクの墓地跡は青銅器時代に遡り、インド・ヨーロッパ語族の故地がヨーロッパ東部にあるという仮説に重要な証拠となっている。鉄器時代初期（紀元前7世紀から紀元前6世紀）に遡る墓地はサルマタイの人々が遺したもので、アケメネス朝ペルシアの支配者アルタクセルクセス1世の名の書かれた土器などが発掘されている。